# Leonardo Mayer
Leonardo Mayer (Corrientes, Argentina, 15 de mayo de 1987) es un exjugador profesional de tenis argentino. Sus mayores logros fueron conquistar dos veces el ATP 500 de Hamburgo derrotando a David Ferrer en la final por 6-7 (3-7), 6-1, 7-6 (7-4) y en 2017 venciendo en el partido decisivo a Florian Mayer por 6-4, 4-6, 6-3. Además, formó parte del equipo argentino que obtuvo la Copa Davis en 2016, por primera vez en la historia de su país.

## Carrera
Su ranking individual más alto logrado en el ranking mundial ATP, fue el n.º 21 el 22 de junio de 2015. Mientras que en dobles alcanzó el puesto n.º 88 el 5 de julio de 2010.
Hasta el momento ha obtenido 2 títulos de la categoría ATP World Tour 500 en la modalidad de individuales, 1 título de la categoría ATP World Tour 250 en la modalidad de dobles y 15 títulos de la categoría ATP Challenger Series, de los cuales 8 fueron en modalidad individuales y los siete restantes en dobles.

### Copa Davis
Desde el año 2009 es participante del Equipo de Copa Davis de Argentina. Tiene en esta competición un récord total de partidos ganados/perdidos de 4/4 (4-3 en individuales y 0/1 en dobles).
El correntino disputó el partido de sencillos más largo de la historia de la Copa Davis que duró 6 horas y 42 minutos. Fue el 8 de marzo de 2015 cuando le ganó al brasileño Joao Souza en Buenos Aires por 7-6 (7-4), 7-6 (7-5), 5-7, 5-7 y 15-13. Superaron a uno que tuvo como ganador al estadounidense John McEnroe sobre el sueco Mats Wilander en los cuartos de final de 1982, y que duró 6 horas y 22 minutos.

### 2009
El 2009 parece ser el año en el cual Leonardo pega el salto: llega a cuartos de final en Acapulco (donde pierde con Gael Monfils), a la segunda ronda de Roland Garros (donde pierde en cinco sets frente a Tommy Haas), a cuartos de final de Eastbuorne (donde en cuartos de final pierde frente al canadiense Frank Dancevic), a la segunda ronda de Wimbledon (donde pierde con el chileno Fernando González), a semifinales de Los Ángeles (donde pierde frente al australiano Carsten Ball, luego de ganarle sin jugar al estadounidense Mardy Fish por W.O.), y a la segunda ronda del ATP Masters 1000 de Montreal (donde pierde por un doble 6-1 contra el español Fernando Verdasco). Todos estos resultados le permiten arribar al número 56 del escalafón mundial, su mejor resultado de sencillos en el ranking. También en la semana previa al US Open llegó a cuartos de final en New Haven (donde cayó frente al ruso Ígor Andréiev) y a la segunda ronda del US Open (donde perdió con el checo Radek Štěpánek).

### 2010
El 2010 empieza de buena forma llegando a cuartos de final en Sídney en las modalidades de individuales y dobles. En el Australian Open cae en primera ronda en individuales y en tercera ronda en dobles, su compañero es su compatriota Horacio Zeballos. Por recomendaciones del capitán de Copa Davis Modesto Vázquez decide ir a jugar la gira en pista dura donde llega a los octavos de San José, Memphis y cuartos del torneo de Delray Beach donde perdió con el campeón Ernests Gulbis. Más adelante jugó la Copa Davis vs Suecia donde ganó el segundo punto de la serie frente a Joachim Johansson por un 5-7, 6-3, 6-4 y 6-4 en el cuarto punto pierde frente a Robin Söderling por 7-5, 7-6 y 7-5.
Después del triunfo argentino en Estocolmo disputa el master 1000 de Indian Wells don cae en primera ronda Frente a su compatriota Brian Dabul por 7-6 y 6-2.
Luego fue a jugar la gira de polvo de ladrillo donde solo en el Master de Roma consiguió acceder a segunda ronda, después jugó el ATP de Niza donde llegó a semis perdiendo en un buen partido con Fernando Verdasco por 7-6 y 7-5 y después llegó la hora de ir a jugar Roland Garros donde cayó derrotado ante el croata Marin Čilić en un parejísimo partido en el que casi lo derrota, y terminó cayendo por 6-4, 3-6, 7-5, 6-7 y 6-4 en más de cuatro horas de partido. Esta fue su mejor actuación en un Grand Slam, alcanzando la 3.ª ronda de un Grand Slam por primera vez en su carrera. Cerró la temporada con una racha de ocho partidos seguidos perdiendo tras Roland Garros para terminar el año. No volvió a jugar tras su derrota de primera ronda en el US Open debido a una lesión en la espalda. En dobles, avanzó a su primera final ATP World Tour en San José (junto con Benjamin Becker). Otro año más acaba en el top 100 y en junio, tras su gran Roland Garros alcanza su posición más alta hasta el momento, la n.º 51.

### 2011
Terminó en el Top 100 por tercer año seguido, destacando su exitosa campaña en el Challenger (37-14) con una marca de 3-2 en arcilla. Su ranking cayó al n.º 217 antes de Roland Garros donde se clasificó y alcanzó tercera ronda por segundo año consecutivo (venciendo a Dustin Brown, Marcos Baghdatis, perdiendo ante Robin Söderling). 
Sus mejores resultado de Challenger llegaron en la segunda parte del año con el título en Dortmund (venciendo a Thomas Schoorel) el 31 de julio, finalista en Trani (perdiendo ante Steve Darcis) la semana siguiente, finalista en Génova (perdiendo ante Martin Klizan) en septiembre y los títulos en Nápoles-2 (venciendo a Alessandro Giannessi) en octubre y Sao Leopoldo (venciendo a Nikola Ćirić) en noviembre.

### 2012
Finalizó en la mejor posición de su carrera en el puesto n.º 72, su cuarto año consecutivo en el Top 100. Cerró la temporada con cuartos de final o mejor en 4 Challengers, incluyendo la final en Medellín y el título en Guayaquil (venciendo a Paolo Lorenzi. 
Su mejor resultado del ATP World Tour fue dos cuartos de final, en el Torneo de São Paulo (perdiendo ante el local Thomaz Bellucci) y en Los Ángeles (perdiendo ante Rajeev Ram). En partidos de Grand Slam, alcanzó tercera ronda en Roland Garros por tercer años seguido (venciendo a Olivier Rochus, al n.º 26 Philipp Kohlschreiber, perdiendo ante el n.º 12 Nicolás Almagro). Su victoria sobre Kohlschreiber fue contra el mejor clasificado de la temporada. Completó un registro de 8-5 en arcilla, 5-7 en dura y 1-2 en hierba.

### 2013
Leonardo finalizó en el Top 100 por quinto año consecutivo y destacó con los cuartos de final en Acapulco (perdiendo ante el posteriormente campeón Rafael Nadal) y Kitzbühel (venciendo a Victor Hanescu y Philipp Kohlschreiber, perdiendo ante Marcel Granollers), ambos en arcilla. 
En partidos de Grand Slam tuvo un récord de 2-4, alcanzando segunda ronda en Wimbledon (venciendo a Aljaz Bedene, perdiendo ante el n.º 11 Kei Nishikori) y US Open (venciendo a Victor Hanescu, perdiendo ante Andy Murray en 4 sets), cayó en primera ronda en el Abierto de Australia (perdiendo ante el local Bernard Tomic) y en Roland Garros (perdiendo ante Andreas Seppi). 
En ATP Masters 1000 se retiró antes de la tercera ronda en Indian Wells contra Rafael Nadal debido a una lesión en la espalda. 
En Challengers, completó un registro de 13-5, ganando el octavo título de su carrera en Guayaquil (venciendo a Pedro Sousa) en la última semana de la temporada y alcanzando la final en  Orleans (perdiendo ante Radek Štěpánek) en septiembre. Completó un registro de 7-9 en polvo de ladrillo, 4-6 en pista dura y 2-3 en césped y ganó un premio máximo de su carrera de 382.134$.

### 2014

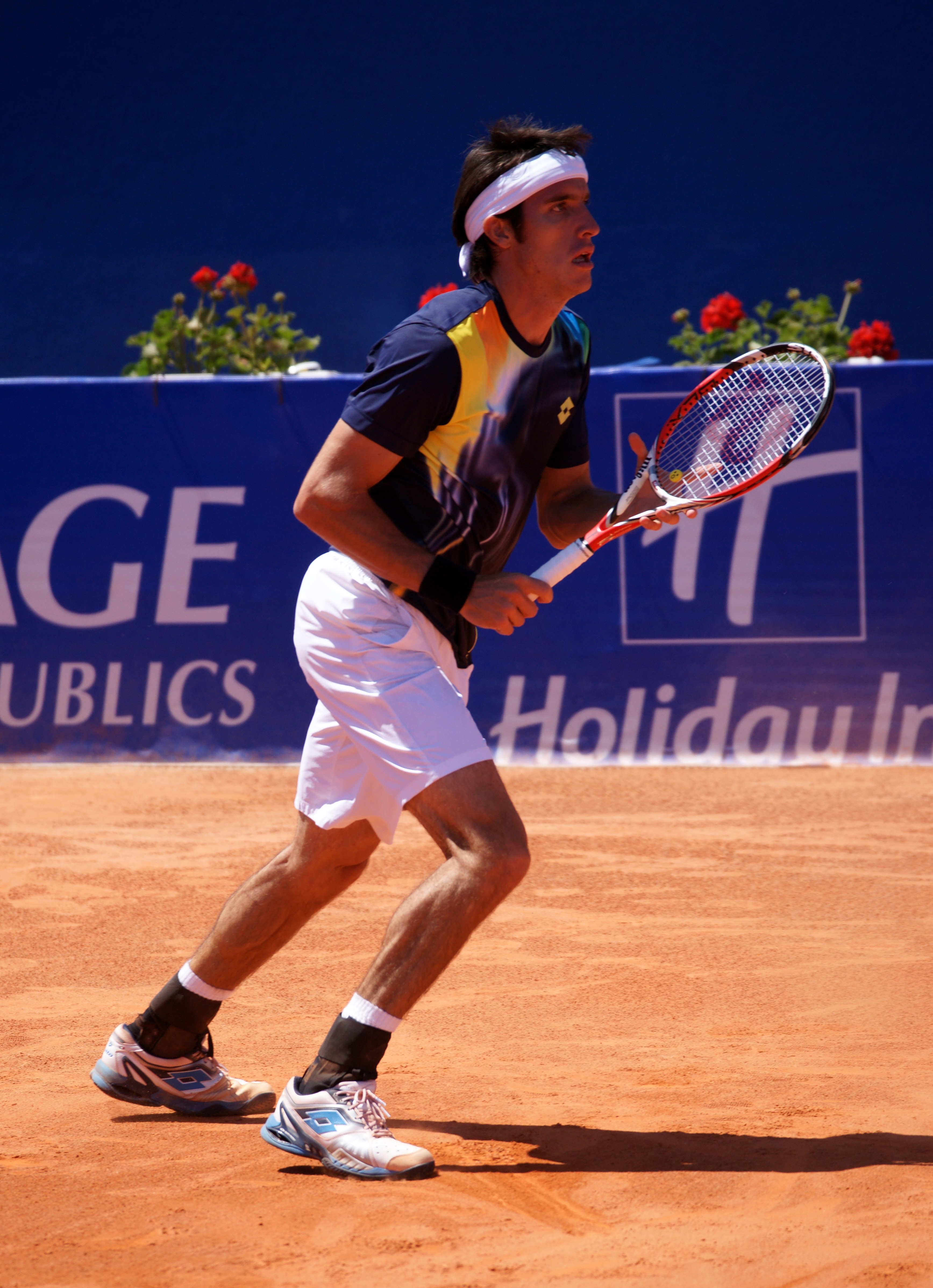
Leo Mayer en Nice 2014

El 5 de febrero, salvó cuatro bolas de partido en la muerte súbita del segundo set ante Tommy Robredo en una victoria en tres sets en segunda ronda de Viña del Mar. Alcanzó su primera final del ATP World Tour en Viña del Mar (perdiendo ante Fabio Fognini) e iba en busca de ser el tercer argentino seguido en ganar el título de Viña del Mar. El 24 de febrero no convirtió un punto de partido contra Guido Pella en una derrota en la primera ronda en el Torneo de São Paulo. 
El argentino logró el 20 de julio en el Torneo de Hamburgo el primer título de su carrera tras imponerse en la final por 7-63, 1-6 y 6-74 al español David Ferrer, primer favorito e incapaz de frenar la reacción de su adversario. Mayer, que afrontaba la segunda final de su carrera tras la que perdió en Viña del Mar ante el italiano Fabio Fognini, tardó dos horas y 20 minutos en remontar la ventaja inicial del español. Ferrer, séptimo del mundo, ganó en el desempate la primera manga pero Mayer reaccionó con contundencia y venció el segundo para igualar el choque. El argentino mantuvo su nivel en el tercer set. Mayer rompió en el sexto juego el saque de su rival y se situó con el servicio en mano para cerrar el partido. Ferrer reaccionó. Hizo 'break' y alargó el desenlace hasta el desempate, donde Mayer selló su victoria.

### 2016: la victoria en la Copa Davis
Durante todo 2016, Mayer fue habitual integrante del equipo argentino de Copa Davis que ganó la "Ensaladera de plata" por primera vez en la historia. En marzo, jugó el segundo punto ante Hubert Hurkacz a quien venció en Polonia en 3 sets. En el cuarto punto, derrotó a Michał Przysiężny y con ello selló la victoria argentina en la serie. 
En julio, no tuvo participación en el equipo que derrotó a Italia. En septiembre, el "yacaré" participó del punto de dobles junto a Juan Martín Del Potro, donde Argentina cayó ante los hermanos Murray, aunque finalmente su labor fue decisiva, ya que definió la serie al día siguiente con la victoria en 4 sets ante Daniel Evans en Glasgow, dándole el 3 a 2 a los albicelestes sobre Gran Bretaña. 
En los duelos decisivos ante Croacia, solo participó del punto de dobles junto a Del Potro, cayendo ante la dupla Čilić-Dodig en 3 sets, aunque la serie fue ganada 3 a 2 por Argentina, que conquistó por primera vez en su historia la Copa Davis.
2020: Este año Mayer quedó eliminado del Challenger francés de Aix en Provence luego de perder en los octavos de final con el alemán Oscar Otte por 7-6 (7-5) y 6-3, y con su pérdida no quedaron tenistas argentinos en el campeonato ya que también habían perdido en la ronda inicial Federico Coria y Renzo Olivo.

## Clasificación histórica

### Grand Slam
| Torneo                | 2007           | 2008           | 2009           | 2010           | 2011           | 2012           | 2013           | 2014           | 2015           | 2016           | 2017           | 2018           | 2019           | 2020 | G-P   | Títulos |
| --------------------- | -------------- | -------------- | -------------- | -------------- | -------------- | -------------- | -------------- | -------------- | -------------- | -------------- | -------------- | -------------- | -------------- | ---- | ----- | ------- |
| Australian Open       | Q2             | A              | A              | 1R             | 1R             | 1R             | 1R             | 2R             | 2R             | 1R             | A              | 2R             | 2R             | 1R   | 4-10  | 0       |
| Roland Garros         | Q1             | A              | 2R             | 3R             | 3R             | 3R             | 1R             | 3R             | 3R             | 1R             | Q2             | 1R             | 4R             |      | 14-10 | 0       |
| Wimbledon             | Q1             | Q2             | 2R             | 1R             | Q1             | 1R             | 2R             | 4R             | 2R             | 1R             | A              | 1R             | 2R             |      | 9-10  | 0       |
| US Open               | Q2             | Q2             | 2R             | 1R             | A              | 3R             | 2R             | 3R             | 1R             | A              | 3R             | 1R             | 1R             |      | 8-8   | 0       |
| ATP World Tour Finals | No clasificado | No clasificado | No clasificado | No clasificado | No clasificado | No clasificado | No clasificado | No clasificado | No clasificado | No clasificado | No clasificado | No clasificado | No clasificado |      | 0-0   | 0       |
| Total                 | 0-0            | 0-0            | 3-3            | 2-4            | 2-2            | 4-4            | 2-4            | 8-4            | 5-4            | 0-3            | 2-1            | 1-4            | 5-4            | 0-1  | 34-38 | 0       |

### ATP World Tour Masters 1000
| Indian Wells              | A   | A   | A   | 2R  | 3R  | A   | A   | 3R  | A   | 4R  | 2R  | 10-5  | 0 |
| Miami                     | Q1  | A   | A   | 1R  | 1R  | A   | 3R  | 1R  | A   | 2R  | 3R  | 4-7   | 0 |
| Montecarlo                | A   | A   | A   | Q1  | A   | Q1  | A   | G   | A   | A   | A   | 0-0   | 0 |
| Madrid                    | A   | 2R  | A   | A   | A   | Q1  | 3R  | 1R  | A   | 3R  | A   | 5-4   | 0 |
| Roma                      | A   | 1R  | A   | A   | CF  | A   | 2R  | 1R  | A   | 1R  | A   | 1-4   | 0 |
| Canadá                    | 2R  | 1R  | A   | A   | A   | A   | 2R  | A   | A   | A   | A   | 2-3   | 0 |
| Cincinnati                | A   | A   | A   | Q2  | A   | A   | 1R  | A   | A   | 3R  | A   | 2-2   | 0 |
| Shanghái                  | Q1  | A   | A   | A   | CF  | 2R  | 2R  | A   | Q2  | 1R  | A   | 2-3   | 0 |
| París                     | A   | A   | A   | A   | G   | 1R  | 2R  | A   | A   | A   | A   | 1-2   | 0 |
| Total                     | 1-1 | 1-5 | 0-0 | 1-2 | 2-1 | 1-2 | 7-7 | 2-4 | 0-0 | 9-6 | 3-2 | 27-30 | 0 |
| Copa Davis                | A   | SF  | A   | A   | SF  | PO  | SF  | G   | 1R  | A   | CF  | 11-3  | 0 |
| Leyenda: SF:Semifinalista |     |     |     |     |     |     |     |     |     |     |     |       |   |

## Títulos ATP (3; 2+1)

### Individual (2)
| Leyenda                         |
| ------------------------------- |
| Grand Slam (0)                  |
| ATP World Tour Finals (0)       |
| ATP World Tour Masters 1000 (0) |
| ATP World Tour 500 (2)          |
| ATP World Tour 250 (0)          |

| N.º | Fecha               | Torneo   | Superficie    | Oponente en la final | Resultado           |
| --- | ------------------- | -------- | ------------- | -------------------- | ------------------- |
| 1.  | 20 de julio de 2014 | Hamburgo | Tierra batida | David Ferrer         | 6-7(3), 6-1, 7-6(4) |
| 2.  | 30 de julio de 2017 | Hamburgo | Tierra batida | Florian Mayer        | 6-4, 4-6, 6-3       |

#### Finalista (3)
| N.º | Fecha                | Torneo       | Superficie    | Oponente en la final | Resultado           |
| --- | -------------------- | ------------ | ------------- | -------------------- | ------------------- |
| 1.  | 9 de febrero de 2014 | Viña del Mar | Tierra batida | Fabio Fognini        | 2-6, 4-6            |
| 2.  | 23 de mayo de 2015   | Niza         | Tierra batida | Dominic Thiem        | 7-6(8), 5-7, 6-7(2) |
| 3.  | 29 de julio de 2018  | Hamburgo     | Tierra batida | Nikoloz Basilashvili | 4-6, 6-0, 5-7       |

### Dobles (1)
| Leyenda                         |
| ------------------------------- |
| Grand Slam (0)                  |
| ATP World Tour Finals (0)       |
| ATP World Tour Masters 1000 (0) |
| ATP World Tour 500 (0)          |
| ATP World Tour 250 (1)          |

| N.º | Fecha                 | Torneo       | Superficie    | Pareja        | Oponente en la final     | Resultado   |
| --- | --------------------- | ------------ | ------------- | ------------- | ------------------------ | ----------- |
| 1.  | 14 de febrero de 2011 | Buenos Aires | Tierra batida | Oliver Marach | Franco Ferreiro André Sá | 7-6(6), 6-3 |

#### Finalista (4)
| N.º | Fecha                 | Torneo        | Superficie    | Pareja           | Oponente en la final               | Resultado        |
| --- | --------------------- | ------------- | ------------- | ---------------- | ---------------------------------- | ---------------- |
| 1.  | 13 de febrero de 2010 | San José      | Dura (i)      | Benjamin Becker  | Mardy Fish Sam Querrey             | 6-7(3), 5-7      |
| 2.  | 25 de agosto de 2012  | Winston-Salem | Dura          | Pablo Andújar    | Santiago González Scott Lipsky     | 3-6, 6-4, [2-10] |
| 3.  | 7 de enero de 2018    | Brisbane      | Dura          | Horacio Zeballos | Henri Kontinen John Peers          | 6-3, 3-6, [2-10] |
| 4.  | 9 de febrero de 2020  | Córdoba       | Tierra batida | Andrés Molteni   | Marcelo Demoliner Matwé Middelkoop | 3-6, 6-7(4)      |

## Copa Davis (1)
| Torneo          | Equipo | Eliminatorias                   |
| Copa Davis 2016 | Juan Martín del Potro Federico Delbonis Leonardo Mayer Guido Pella Juan Mónaco Carlos Berlocq Renzo Olivo | 1R: 2-3 CF: 1-3 SF: 2-3 FN: 2-3 |

## ATP Challenger Series; 16 (8 + 8)

### Individuales

#### Títulos
| N.º | Fecha      | Torneo                      | Superficie    | Oponente en la final | Resultado |
| --- | ---------- | --------------------------- | ------------- | -------------------- | --------- |
| 1.  | 16.07.2007 | Challenger de Cuenca        | Tierra batida | Thomaz Bellucci      | 6-3 6-2   |
| 2.  | 19.11.2007 | Challenger de Puebla        | Dura          | Dawid Olejniczak     | 6-1 6-4   |
| 3.  | 16.11.2008 | Challenger de Medellín      | Tierra batida | Sergio Roitman       | 6-4 7-5   |
| 4.  | 25.07.2011 | Challenger de Dortmund      | Tierra batida | Thomas Schoorel      | 6-3 6-2   |
| 5.  | 02.10.2011 | Challenger de Nápoles-1     | Tierra batida | Alessandro Giannessi | 6-3, 6-4  |
| 6.  | 06.11.2011 | Challenger de San Leopoldo  | Tierra batida | Nikola Ćirić         | 7-5, 7-61 |
| 7.  | 10.11.2012 | Challenger de Guayaquil (1) | Tierra batida | Paolo Lorenzi        | 6-2, 6-4  |
| 8.  | 16.11.2013 | Challenger de Guayaquil (2) | Tierra batida | Pedro Sousa          | 6-4, 7-5  |

### Dobles

#### Títulos
| N.º | Fecha      | Torneo                      | Superficie    | Pareja               | Oponentes en la final             | Resultado     |
| --- | ---------- | --------------------------- | ------------- | -------------------- | --------------------------------- | ------------- |
| 1.  | 13.11.2006 | Challenger de Guayaquil     | Tierra batida | Juan Pablo Brzezicki | Marcel Felder Fernando Vicente    | 1-6 7-5 14-12 |
| 2.  | 30.04.2007 | Challenger de Naples        | Tierra batida | Juan Pablo Brzezicki | Pablo Cuevas Horacio Zeballos     | 6-1 6-74 10-8 |
| 3.  | 14.04.2008 | Challenger de Florianópolis | Tierra batida | Adrián García        | Thomaz Bellucci Bruno Soares      | 6-2 6-0       |
| 4.  | 08.09.2008 | Challenger de Quito         | Tierra batida | Hugo Armando         | Ricardo Mello Caio Zampieri       | 7-5 6-2       |
| 5.  | 06.10.2008 | Challenger de Asunción      | Tierra batida | Alejandro Fabbri     | Martín García Mariano Hood        | 6-4 7-5       |
| 6.  | 05.01.2009 | Challenger de San Pablo     | Dura          | Carlos Berlocq       | Mariano Hood Horacio Zeballos     | 7-61 6-3      |
| 7.  | 03.05.2009 | Challenger de Túnez         | Tierra batida | Brian Dabul          | Johan Brunström Jean-Julien Rojer | 6-4, 7-66     |